# Giuseppe Sculli
Giuseppe Sculli, född 23 mars 1981 i Locri, är en italiensk fotbollsspelare som spelar för SS Lazio. Han spelade för det italienska U-21 landslaget i U21-EM 2001.